# Vladimír Mečiar
Vladimír Mečiar (phát âm tiếng Slovak: [ˈʋlaɟimiːɾ ˈmɛtʃɪ̯aɾ] (phát âm tiếng Slovak: [laɟimiːɾ mɛtʃɪ̯aɾ]; sinh ngày 26 tháng 7 năm 1942) là một chính trị gia người Slovakia từng làm Thủ tướng Slovakia ba lần, từ 1990 đến 1991, từ 1992 đến 1994 và từ 1994 đến 1994. Ông là lãnh đạo của Đảng Nhân dân - Phong trào vì một Dân chủ Slovakia (ĽS-HZDS). Mečiar đã lãnh đạo Slovakia trong quá trình giải thể Tiệp Khắc năm 1992, năm93 và là một trong những ứng cử viên tổng thống hàng đầu ở Slovakia năm 1999 và 2004. Ông đã bị các đối thủ cũng như các tổ chức chính trị phương Tây chỉ trích vì có phong cách quản trị độc đoán và vì mối liên hệ của anh ta với tội phạm có tổ chức và những năm tháng cầm quyền của anh ta trở nên nổi tiếng là Mečiarizmus (Mečiarism - thoát khỏi chủ nghĩa Cộng sản, do sự chuyên quyền của nó).
Năm 2000, Mečiar bị cảnh sát Slovakia bắt giữ với cáo buộc gian lận từ nhiệm kỳ đương chức của ông.